# Internationale luchthaven Corpus Christi
De Internationale luchthaven Corpus Christi of Corpus Christi International Airport is een luchthaven 9 km ten westen van het zakencentrum van Corpus Christi (Texas), in Nueces County. Het vliegveld is eigendom van de stad Corpus Christi.
De terminal, die in 2002 werd geopend, heet de Hayden W. Head Terminal, ter ere van Hayden Wilson Head, Sr., een invloedrijke advocaat en piloot uit Corpus Christi, die in de Tweede Wereldoorlog gevechtspiloot was geweest in het United States Army Air Corps en die zich had ingespannen om Naval Station Ingleside in Ingleside, aan de overkant van de Corpus Christi Bay te vestigen; hij verongelukte in 1987 met zijn eigen vliegtuig.
De luchthaven wordt vooral gebruikt door privé-vliegtuigen, luchttaxi's en militaire vluchten. Slechts ongeveer 5% van de vliegbewegingen zijn commerciële vluchten. Anno 2012 worden er enkel regionale vluchten uitgevoerd van en naar George Bush Intercontinental Airport en William P. Hobby Airport in Houston (Texas) en Dallas-Fort Worth International Airport. De geregelde vluchten worden uitgevoerd door American Eagle, United Express en Southwest Airlines.
Op Corpus Christi waren er in 2011 677.664 vertrekkende of aankomende passagiers, in 2010 708.440.